# 前161年
| 千纪： | 前1千纪 |
| 世纪： | 前3世纪 \| 前2世纪 \| 前1世纪                                                                                         |
| 年代： | 前190年代 \| 前180年代 \| 前170年代 \| 前160年代 \| 前150年代 \| 前140年代 \| 前130年代                               |
| 年份： | 前166年 \| 前165年 \| 前164年 \| 前163年 \| 前162年 \| 前161年 \| 前160年 \| 前159年 \| 前158年 \| 前157年 \| 前156年 |
| 纪年： | 西汉汉文帝后元三年 |

## 大事记
- 匈奴老上单于去世，其子軍臣单于即位

## 出生
- 克娄巴特拉三世，埃及托勒密王朝王后
- 德米特里二世，是塞琉古帝国国王

## 逝世
- 匈奴老上单于。